# Роткирх
Роткирх (нем. Rothkirch) — баронский и дворянский род.
Происходит из княжества Лигницкого, в Силезии, существовал уже в XIII веке. Несколько Роткирхов убито в сражении под Вальштадтом против одного из монгольских отрядов Батыя произошедшем 9 апреля 1241 года.

## Шведская ветвь
В начале XVII века одна ветвь Роткирхов поселилась в Швеции, откуда перешла в Финляндию и Лифляндию. Карл Фридрих Роткирх (1775—1832), кабинет-секретарь Густава IV, был при покорении Финляндии членом финляндского сената, потом председателем суда в Вазе; получил баронский титул великого княжества Финляндского. Его дочерью была художница Матильда Роткирх (1813—1842).

## Собственно русская ветвь
Из этой ветви рода происходил Адам Карлович фон Роткирх (1746—1797) — главноуправляющий в Павловске (1792—1779), муж Софьи Абрамовны Ганнибал (1759—1802), дочери «Арапа Петра Великого» Абрама Ганнибала и двоюродной бабушки А. С. Пушкина. Роткирх также являлся автором биографии своего тестя, изданной на немецком языке. 
Его внучатым племянником (и троюодным братом Пушкина) был Василий Алексеевич Роткирх (1819—1891) — жандармский офицер, генерал-лейтенант, публицист и писатель (литературный псевдоним — Теобальд).
Род Роткирхов (обе ветви) внесён в дворянские матрикулы Финляндии и Лифляндской губернии, а также в родословную книгу Московской, Самарской и Санкт-Петербургской губерний Российской империи.

## Прусская ветвь
Часть представителей рода осталась проживать в Прусской Силезии, где род имел баронскую и графскую ветви. Эта ветвь рода существовала, по крайней мере, в начале XX века, а их гербы (графский и баронский) включались в немецкие гербовники того времени.

## Описание герба
по Долгорукову
В золотом поле три орлиных головы, с дворянскими на них коронами, треугольником расположенные и вправо обращённые.
На гербе дворянские: шлем и корона, из коей выходит вправо обращённая орлиная голова с дворянскою на ней короною. Намёт золотой, подложенный чёрным.